# Mnogostrukost
Mnogostrukost je apstraktan topološki prostor u kojem svaka točka ima okolinu koja podsjeća na euklidski prostor, ali čija globalna struktura može biti kompliciranija. Kada se proučavaju mnogostrukosti, pojam dimenzije je važan. Na primjer, prave su jednodimenzionalne, a ravni su dvodimenzionalne.
U jednodimenzionalnoj mnogostrukosti (jedan-mnogostrukost), svaka točka ima okolinu koja izgleda kao segment prave. Primjeri jedan-mnogostrukosti su prava, krug i dva odvojena kruga. Kod dva-mnogostrukosti, svaka točka ima okolinu koja podsjeća na disk. Kao primjeri se mogu uzeti ravan, površina sfere i površina torusa.
Mnogostrukosti su važni objekti u matematici i fizici, jer omogućavaju da se kompliciranije strukture izraze i shvate u okvirima relativno dobro razumljivih svojstava jednostavnijih prostora.
Često se na mnogostrukostima definiraju dodatne strukture. Primjeri mnogostrukosti s dodatnim strukturama su diferencijabilne mnogostrukosti, na kojima možemo vršiti matematičku analizu, Rimanove mnogostrukosti, na kojima se mogu definirati razdaljine i kutovi, simplektičke mnogostrukosti koje služe kao fazni prostor u klasičnoj mehanici, i četverodimenzionalne pseudo-Rimanove mnogostrukosti, koje modeliraju prostor-vrijeme u općoj relativnosti.
Da bi se u potpunosti razumjela matematika koja leži u osnovi mnogostrukosti, neophodno je poznavati elementarne koncepte koji se tiču skupova i funkcija, a od koristi je imati i radno znanje iz analize i topologije.

## Primjeri

### Kružnica
Kružnica je najjednostavniji primjer topološke mnogostrukosti poslije prave. Topologija ignorira savijanja, tako da je mali odjeljak kružnice jednak malom dijelu linije. Promatrajmo na primjer, gornju polovinu jedinične kružnice (kružnice s poluprečnikom 1), -{x2 + y2 = 1}-, gdje su -{y}- koordinate pozitivne (označeno žutom na slici 1). Svaka točka ove polukružnice se na jedinstven način može opisati svojom -{x}- koordinatom. Tako se projektiranjem na prvu koordinatu dobiva neprekidno preslikavanje iz polukruga i otvorenog intervala (−1, 1):
{\displaystyle \chi _{\mathrm {gore} }(x,y)=x\,}
i slično
{\displaystyle \chi _{\mathrm {desno} }(x,y)=y.\,}
Takva funkcija se zove karta. Postoje odgovarajuće karte za donji (crvena), lijevi (plava) i desni (zelena) dio kružnice. Zajedno ovi dijelovi pokrivaju cijelu kružnicu i četiri karte formiraju atlas dane kružnice.
Gornja i desna karta se preklapaju: njihov presjek leži u četvrtini kružnice gdje su i -{x}- i -{y}- koordinate pozitivne. Karte -{χgore}- i -{χdesno}- obje preslikavaju ovaj dio bijektivno na interval (0, 1). Stoga se može konstruirati funkcija -{T}- sa (0, 1) na samog sebe, koja prvo invertira žutu kartu da bi došla do kruga, a zatim koristi zelenu kartu nazad na interval. Neka je -{a}- neki broj iz (0, 1), onda:
{\displaystyle T(a)=\chi _{\mathrm {desno} }\left(\chi _{\mathrm {gore} }^{-1}(a)\right)=\chi _{\mathrm {desno} }\left(a,{\sqrt {1-a^{2}}}\right)={\sqrt {1-a^{2}}}.}
Takva funkcija se zove tranzicionalno preslikavanje.
Gornja, donja, lijeva i desna karta pokazuju da je kružnica mnogostrukost, ali one ne čine jedini mogući atlas kružnice. Karte ne moraju biti geometrijske projekcije, a njihov broj je donekle stvar izbora. Promatrajmo karte
{\displaystyle \chi _{\mathrm {minus} }(x,y)=s={y \over {1+x}}}
i
{\displaystyle \chi _{\mathrm {plus} }(x,y)=t={y \over {1-x}}.}
Ovdje je -{s}- nagib linije kroz točku na koordinatama -{(x, y)}- i fiksiranu pivot točku (−1, 0); -{t}- je slika u ogledalu, s pivot točkom (+1, 0). Inverzno preslikavanje sa -{s}- na -{(x, y)}- glasi
{\displaystyle x={{1-s^{2}} \over {1+s^{2}}},\qquad y={{2s} \over {1+s^{2}}};}
i lako se može provjeriti da -{x2+y2 = 1}- za sve vrijednosti nagiba -{s}-. Ove dvije karte čine novi atlas za kružnicu, sa
{\displaystyle t={1 \over s}.}
Svaka karta izuzima jednu točku, ili (−1, 0) za -{s}- ili (+1, 0) za -{t}-, tako da nijedna karta sama po sebi nije dovoljna da pokrije cijelu kružnicu. Nije moguće pokriti cijelu kružnicu jednom kartom, jer je kružnica dvostruko povezana, a linija je jednostavno povezana.
Treba imati u vidu da je moguće konstruirati kružnicu zaljepljivanjem jednog odsječka prave, ali to ne čini kartu, jer će se dio kruga preslikavati u oba zalijepljena područja u isto vrijeme.